# Hjälmarsösjön
Hjälmarsösjön är en sjö i Norrköpings kommun i Östergötland och ingår i Kilaån-Motala ströms kustområde.